# عضل هندي
عَضَل هنديّ (بالاٍنجليزية Tatera indica) هو نوع من القوارض من عائلة الفأريات، ينتشر في أفغانستان ، الهند ، إيران ، العراق ، الكويت ، نيبال ، باكستان ، سيريلانكا و سوريا، وهو النوع الوحيد في جنس (Tatera)